# دیوانه بازیگری

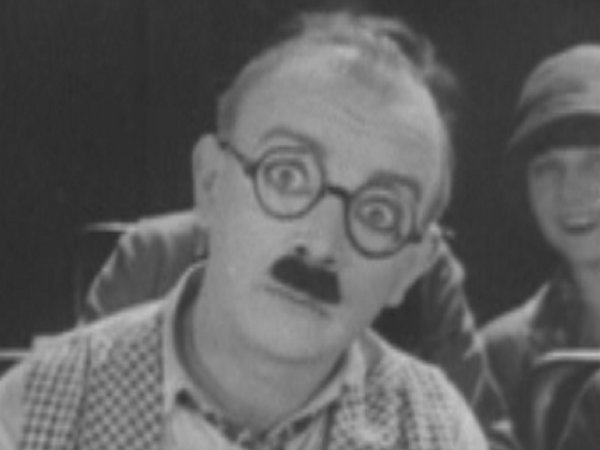
اولیور هاردی در فیلم دیوانه بازیگری

دیوانهٔ بازیگری (انگلیسی: Crazy to Act) یک فیلم کمدی صامت کوتاه آمریکایی به کارگردانی ارل رادنی است که در سال ۱۹۲۷ منتشر شد. از بازیگران این فیلم می‌توان به اولیور هاردی، متی کمپ و میلدرید جون اشاره کرد.